# Ceriscoides imbakensis
Ceriscoides imbakensis är en måreväxtart som beskrevs av Azmi. Ceriscoides imbakensis ingår i släktet Ceriscoides och familjen måreväxter. Inga underarter finns listade i Catalogue of Life.